# Битка код Бапома
Битка код Бапома одиграла се 2-3. јануара 1871. године између француске и пруске војске. Битка је део Француско-пруског рата и завршена је победом Немаца.

## Битка
Под командом генерала Луја Федербома, Француска Северна армија кренула је 1. јануара из Араса да деблокира Перон са 22. корпусом путем за Бикоа, а 23. корпусом путем за Бапом. Немачки 8. корпус генерала Гебена опседао је Перон са главнином војске, а остале снаге биле су распоређене у широком луку од Сен Кантена преко Бапома до Бјефвилер-ле-Бапома фронтом према северу. Ујутру, 2. јануара, Французи су напали лево крило и центар тог немачког распореда. Дивизија Жозефа Дерожа, из деснокрилног француског корпуса избила је код Ашје-ле-Пти. Дивизија Жозефа Бесола одбацила је слабе немачке снаге код Ашје-ле-Грана и избила до Бијикура. Међутим, деснокрилна дивизија 23. корпуса одбачена је од Беањија на Ервилер, а левокрилна се задржала код Морија и Воа. Сутрадан, по оштрој зими и слабој видљивости, кренуле су француске снаге у напад на линију Гревилер-Бјефвилер-ле-Бапом-Фавреј, док су се Немци прегруписали за одбрану са тежиштем код Бапома. У нападу су Французи заузели Гревилер, Авен-ле-Бапом и Лињи Тијоа два пута, а на левом крилу 23. корпус није могао прећи линију Фавреј-Бењатр-Во. Најзад је генерал Гебен одлучио да заморене трупе повуче из Соме, што је значило и напуштање опсаде Перона. Не знајући за то, Федерб је такође наредио повлачење. Чим је сазнао за француско повлачење, Гебен је ујутро 4. јануара одмах обуставио покрет. Губици: Французи-2119, Немци-750.